# Kraantje Pappie

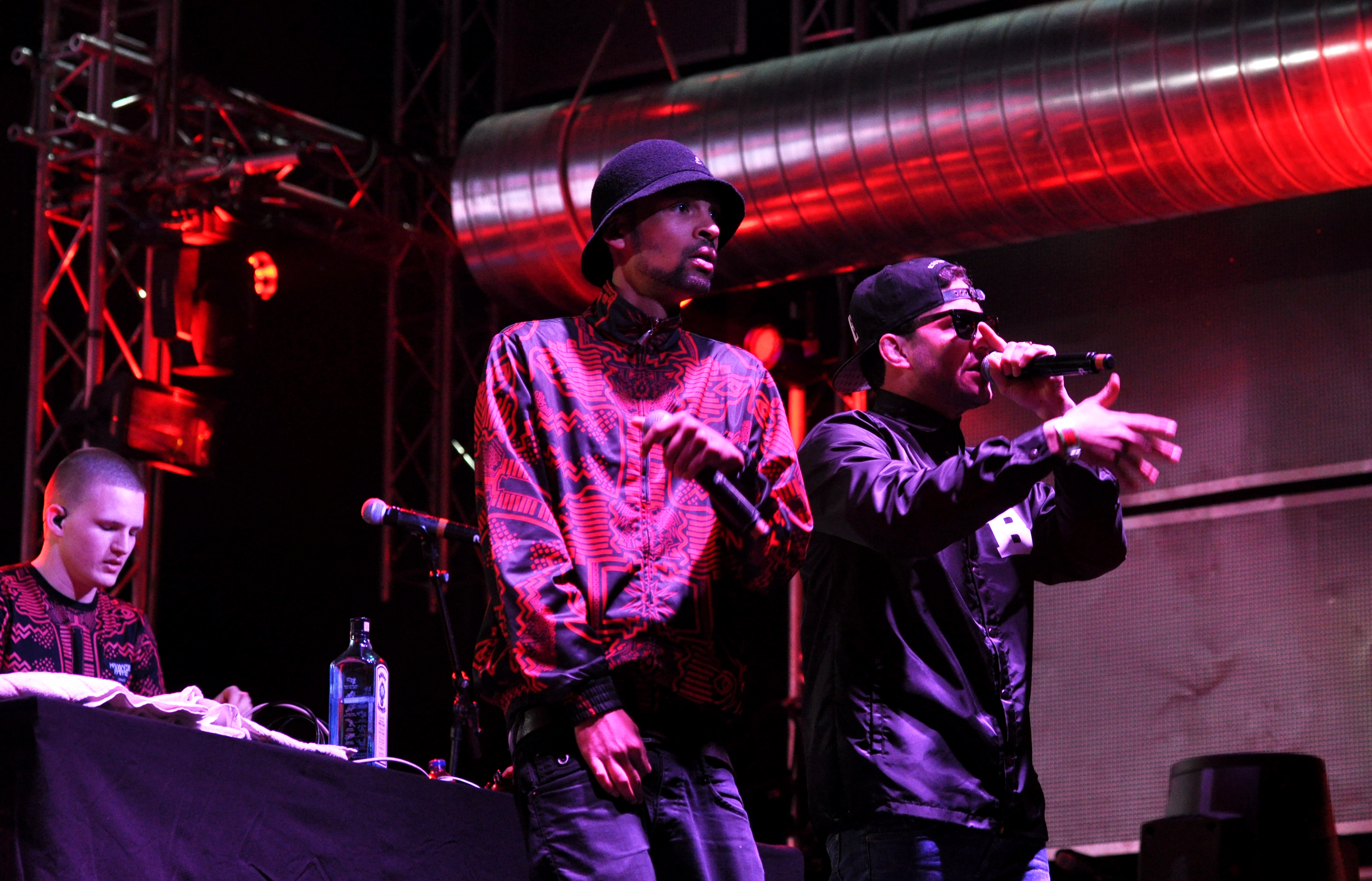
Kraantje Pappie op Paaspop 2014

Alex van der Zouwen (Rozenburg, 1 juli 1986), bekend onder zijn artiestennaam Kraantje Pappie, is een Nederlands hiphopartiest en televisiepresentator. Hij staat voornamelijk bekend om zijn unieke, vaak off-beat en overdreven manier van rappen. Van der Zouwen heeft een contract bij het hiphoplabel Noah's Ark en heeft daar tot dusver zeven albums en verschillende ep's en singles uitgebracht.

## Biografie
Van der Zouwen is van Nederlandse en Molukse afkomst en groeide op in Rozenburg in de buurt van Rotterdam en volgde de middelbare school in Zuidlaren en Groningen. Vanwege zijn succesvolle judocarrière woonde hij vervolgens een tijd in Haarlem. In 2016 deed Van der Zouwen mee aan het realityprogramma Expeditie Robinson in het 17e seizoen, dat hij verliet vanwege heimwee en het nog niet af hebben van zijn album Crane III.

### Muziek
De naam Kraantje Pappie komt van een website die indianennamen genereert, voor Van der Zouwen was dat de naam Kraantje Pappie. Hij begon rond 2007 door mixtapes en optredens op te vallen in de hiphopgemeenschap. In 2007 won Van der Zouwen de Groningse hiphopcompetitie Before the Fame Awards waarmee zijn carrière als rapper van de grond kwam. Hij brak begin 2012 door bij het grote publiek met zijn debuutalbum Crane. Het album kenmerkte zich door middel van Van der Zouwens rijmtechniek in combinatie met de dubstep- en grimeproducties van het Groningse producententrio Noisia (aka Nightwatch).
Begin mei 2015 bracht Van der Zouwen ineens drie nieuwe albums uit, waarvan hij er een opstuurde naar fans van wie hij het adres had. Het is een trilogie, genaamd Guardian van the Real Shit. Op deze drie albums staan bij elkaar 39 tracks en samenwerkingen met allerlei verschillende artiesten, zoals Jan Smit, Dope D.O.D, Jiggy Djé en de Gelogeerde Aap. De albums waren ook een week gratis te downloaden.
Van der Zouwen bracht in 2012 en 2014 de eerste twee delen van het drieluik Crane uit. Op 28 oktober 2016 kwam het derde deel van het drieluik uit, dat hem in september 2017 zelfs een gouden plaat opleverde. Ook ontving hij gouden platen voor onder andere de singles Waar is Kraan?, Feesttent, Handen omhoog en De manier. In 2017 scoorde hij met het nummer Pompen een grote hit in Vlaanderen. Van der Zouwen kondigde tevens het vierde deel van de Crane-reeks aan, dit album, Crane IV, komt uit op 31 oktober 2025.
Op 28 september 2018 kwam zijn album Daddy uit, waarvan de track Lil Craney bekroond werd met dubbelplatina voor meer dan 160.000 verkochte platen. De single Liefde in de lucht (een samenwerking met Chef'Special-zanger Joshua Nolet) groeide eveneens uit tot een top 10-hit.
Van der Zouwen is sinds maart 2021 onderdeel van de gelegenheidsformatie The Streamers, die tijdens de coronapandemie gratis livestream-concerten gaven. Nadat de coronaregels in grote lijnen los werden gelaten, kondigde de formatie ook concerten met publiek aan.

### Televisie
In 2013 debuteerde Van der Zouwen als televisiepresentator en presenteerde hij samen met Geraldine Kemper het tweede seizoen van het televisieprogramma The Next MC. Het jaar daarop ging hij door met presenteren bij het televisienetwerk BNN. Hij maakte deel uit van de groep presentatoren van het Nederland 3-programma De Social Club. Ook als presentator gebruikte hij de naam Kraantje Pappie.
In november 2021 deed Van der Zouwen mee aan het online-televisieprogramma Het Jachtseizoen van StukTV, waarin hij wist te ontsnappen.

### Film
In 2022 maakte Van der Zouwen zijn debuut als filmacteur in de Netflix-film F*ck de Liefde 2 als 'Mooie Max'. Een jaar later, in 2023, vertolkte hij de rol van Fred in de film Juf Braaksel en de magische ring.

## Privé
Van der Zouwen heeft met zijn vriendin twee dochters.